# Arthrotidea rubrica
Arthrotidea rubrica es un coleóptero de la familia Chrysomelidae.
Fue descrita científicamente por primera vez en 1981 por Chen & Jiang.